# The Merseybeats
The Merseybeats war eine Rock-’n’-Roll-Band aus Liverpool, die sich nach dem Liverpooler River Mersey benannte und eine der erfolgreichsten Gruppen des Mersey Beat wurde.

## Bandgeschichte
Im Jahr 1961 gründeten Tony Crane und Billy Kinsley die Band The Mavericks, die sich 1962 zunächst in The Mersey Beats – später The Merseybeats geschrieben – umbenannte. Die Gruppe bestand zu dieser Zeit aus Tony Crane (* 17. April 1945 in Liverpool; Leadgitarre/Gesang), Aaron Williams (* 23. Juni 1942 in Liverpool; Rhythmus-Gitarre/Gesang), Billy Kinsley (* 28. November 1946 in Liverpool; Bassgitarre/Gesang) und John Banks (* 23. September 1943 in Liverpool; Schlagzeug). Bei der Veranstaltung Little Richard at The Tower in New Brighton spielten am 12. Oktober 1962 „The Mersey Beats“ neben Little Richard, der Band The Beatles und anderen Bands. Im Jahre 1963 erhielten sie einen Plattenvertrag beim britischen Fontana-Label, das im August 1963 ihre erste Single It’s Love That Really Counts herausbrachte. Ihren größten Hit unter diesem Bandnamen hatten sie mit I Think of You (brit. Pop-Charts Platz 5, Januar 1964).
Als Crane und Kinsley 1966 auf das Duo The Merseys schrumpften, konnten sie mit Sorrow Platz 4 in den britischen Charts erreichen.
Nach einigen Unterbrechungen und Wiedervereinigungen sind die Merseybeats auch nach der Jahrtausendwende auf Oldieveranstaltungen noch aktiv.

## Diskografie

### Singles
- It’s Love That Really Counts / The Fortune Teller (August 1963)
- I Think of You / Mister Moonlight (Januar 1964)
- Don’t Turn Around / Really Mystified (April 1964)
- Wishin & Hopin / Milkman (Juli 1964)
- Last Night (I Made a Little Girl Cry) / Send Me Back (Oktober 1964)
- Don’t Let It Happen to Us / It Would Take a Long Long Time (Mai 1965)
- I Love You Yes I Do / Good Good Lovin' (September 1965)
- I Stand Accused / All My Life (Dezember 1965)

Als "The Merseys":
- Sorrow / Some Other Day (April 1966)
- So Sad About Us / Love Will Continue (Juli 1966)
- Rhythm Of Love / Is It Love (Dezember 1966)

### EPs
- The Merseybeats / I Think of You (1963)
- The Merseybeats on Stage (1964)
- Wishin & Hopin (1964)
- I Think of You (1966)

### Alben
- This Is Merseybeat (1963)
- The Merseybeats (1964)
- The Merseybeats Greatest Hits (1977)
- Tony Crane Sings Elvis Presley (1978)
- The Merseybeats Beats & Ballads (1982)
- The Merseybeats (1990)
- I’ll Get You (1993)
- The Very Best of the Merseybeats (1997)
- The Merseybeats Greatest Hits (1999)
- The Merseybeats I Think of You (2002)
- The Merseybeats Greatest Hits (2003)
- Anniversary Tour 2003 12 tracks (2003)